# Billy Johnson (Rennfahrer)

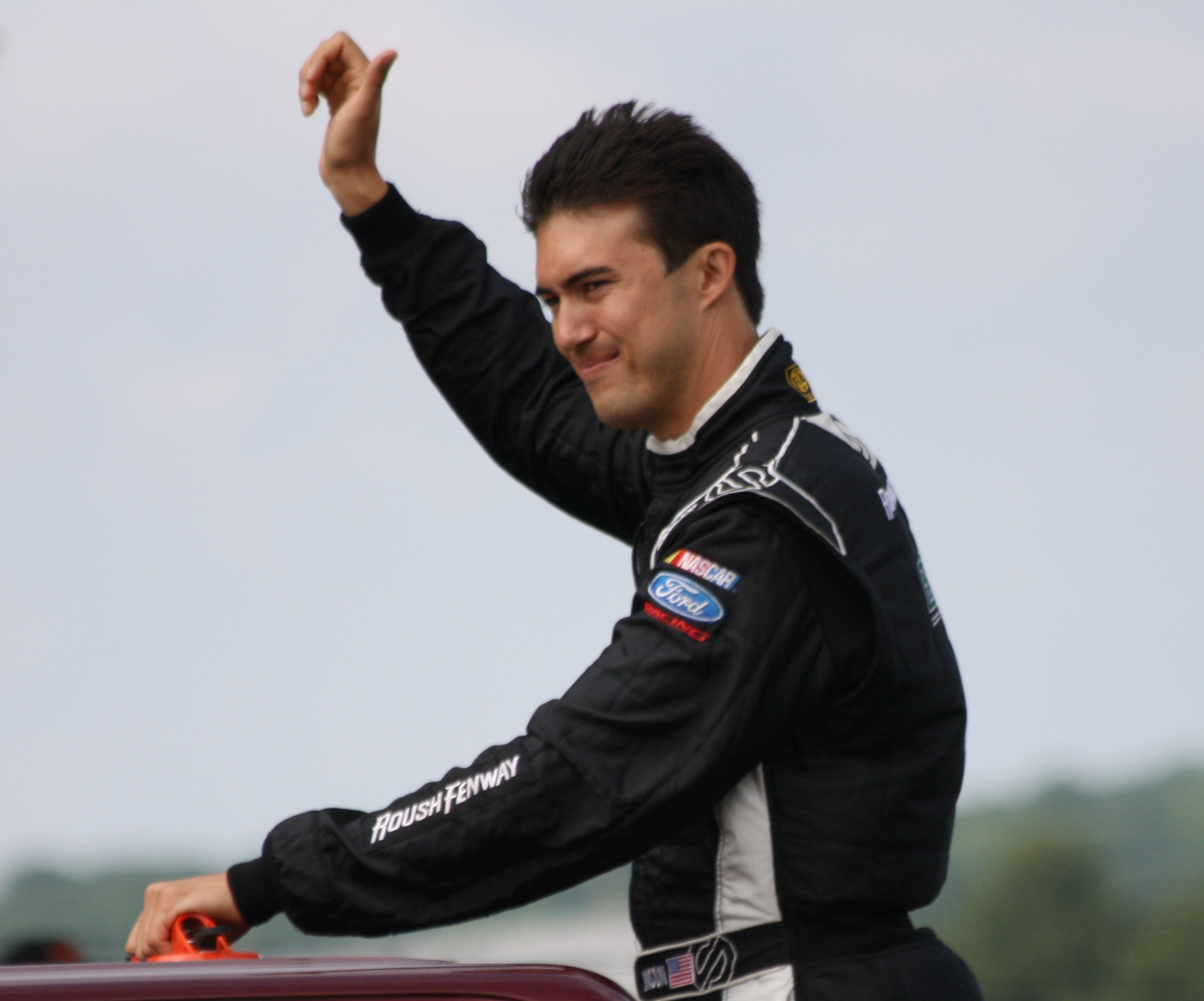
Billy Johnson 2013

William Ryan „Billy“ Johnson (* 10. Oktober 1986 in Torrance) ist ein amerikanischer Sportwagen- und Tourenwagen-Rennfahrer. In der Saison 2016 wurde er Meister der IMSA Continental Tire Sports Car Challenge. Aktuell tritt er in der IMSA WeatherTech SportsCar Championship und FIA-Langstrecken-Weltmeisterschaft an. In beiden Rennserien fuhr er für das Ford Chip Ganassi Racing UK Team im Ford GT mit der Startnummer 66.

## Karriere im Rennsport

### Erste Jahre
Johnson begann im Alter von 13 Jahren mit dem Kartsport. Im Jahr 2003 gewann er gleich zwei Stipendien: eins, um in der Skip-Barber-Racing-School-Meisterschaft anzutreten, und eins, um in der Premierensaison der Formel BMW USA als Fahrer des BMW-Juniorprogramms anzutreten. 2004 trat er dann in der Meisterschaft der Formel BMW USA an, wobei er den fünften Gesamtrang erreichte. Außerdem wurde er als Sportsman of the Year ausgezeichnet.
2005 nahm er einmalig an einem Rennen der Pro Mazda Championship teil, in welchem er überraschend in den Top 10 landete.

### Sportwagenrennen
In der Saison 2005 gab er neben dem Engagement in der Pro Mazda Championship sein Debüt in Sportwagenrennen, sein Beifahrer war James Hinchcliffe. Sie traten in der Grand-Am Cup ST-Klasse an und erzielten sieben Top-10-Ergebnisse in sieben Rennen. Außerdem gab er sein Debüt in einem GT-Rennwagen, beim Rennen auf dem Virginia International Raceway als Teil der Rolex Sports Car Series. Er fuhr für das Team Prototype Technology Group, sein Einsatzfahrzeug war ein BMW M3.
2006 nahm er für Tindol Motorsports an einem Rennen der Speed World Challenge teil. Zudem trat er wieder in der ST-Klasse des Grand-Am Cup an, in dieser Saison fuhr er für die Teams Kensai Racing, Potter Racing, und ROAR Racing.
2007 war seine erste volle Saison in einem Sportwagen, wobei er 3 Siege für Kensai Racing in der ST-Klasse erzielte. Außerdem gab er sein Debüt in der GS-Klasse für das Team Jim Click Racing, er erreichte den achten Platz und war damit der höchstplatzierte Mustang.
Im Jahr 2008 absolvierte seine erste volle Saison in der GS-Klasse für das Team Motorsport Technology Group. Er erzielte 4 Podiumsplätze am Steuer eines BMW Z4 M-Coupe beziehungsweise eines Porsche 997.
Auch 2009 trat er zunächst für das Team Motorsport Technology Group an, mit welchem er in Homestead einen Sieg erzielen konnte. Als dem Team die finanziellen Mittel ausgingen, wechselte er zu Roush Fenway Racing. Sein neuer Dienstwagen wurde ein Ford Mustang FR500C, sein neuer Teamkollege war Jack Roush Jr. Als die beiden im Jahr darauf in Homestead gewannen, war dies der 400. Sieg des Teamchefs Jack Roush. Die beiden erreichte am Ende den dritten Platz in der Meisterschaft, erzielten einen weiteren Sieg in New Jersey und sammelten mehrere Podestplätze.

## Statistik

### Le-Mans-Ergebnisse
| Jahr | Team                        | Fahrzeug | Teamkollege | Teamkollege  | Platzierung | Ausfallgrund |
| ---- | --------------------------- | -------- | ----------- | ------------ | ----------- | ------------ |
| 2016 | Ford Chip Ganassi Team UK   | Ford GT  | Olivier Pla | Stefan Mücke | Rang 21     |              |
| 2017 | Ford Chip Ganassi Team UK   | Ford GT  | Olivier Pla | Stefan Mücke | Rang 27     |              |
| 2018 | Ford Chip Ganassi Racing    | Ford GT  | Olivier Pla | Stefan Mücke | Rang 21     |              |
| 2019 | Ford Chip Ganassi Racing UK | Ford GT  | Olivier Pla | Stefan Mücke | Rang 25     |              |

### Sebring-Ergebnisse
| Jahr | Team                      | Fahrzeug                | Teamkollege        | Teamkollege  | Platzierung | Ausfallgrund |
| ---- | ------------------------- | ----------------------- | ------------------ | ------------ | ----------- | ------------ |
| 2013 | Aston Martin Racing       | Aston Martin Vantage V8 | Paul Dalla Lana    | Pedro Lamy   | Rang 32     |              |
| 2017 | Ford Chip Ganassi Team UK | Ford GT                 | Stefan Mücke       | Olivier Pla  | Rang 11     |              |
| 2021 | Alegra Motorsports        | Mercedes-AMG GT3        | Michael de Quesada | Daniel Morad | Ausfall     | Unfall       |